# História da Chéquia

Brasão de Armas da Chéquia

A História da Chéquia, ou Tchéquia, começa em 1 de janeiro de 1993, quando a Checoslováquia (Tchecoslováquia) separou-se em dois países pacificamente, resultando em repúblicas independentes: a Chéquia (Tchéquia) e a Eslováquia. Porém a evolução histórica da Chéquia começa quando as terras checas foram unificadas pela dinastia premislida (premyslids). O Reino da Boêmia, que atualmente integra a Chéquia, foi uma potência regional que atravessou graves conflitos religiosos como as Guerras Hussitas no século XV e a Guerra dos Trinta Anos no século XVII. Uma das figuras mais importantes da história da Boêmia foi o rei Carlos IV que fez de Praga a sua capital e um importante centro europeu.
Mais tarde, a Boêmia caiu sob influência dos Habsburgos e passou a fazer parte da Monarquia de Habsburgo e, após 1806, do Império Austríaco. Depois do colapso deste estado, que se seguiu à Primeira Guerra Mundial, os checos e os seus vizinhos eslovacos juntaram-se e formaram a república independente da Checoslováquia em 1918. A Checoslováquia foi invadida pelos alemães em 1939 e depois da Segunda Guerra Mundial caiu na influência da União Soviética. Durante a Primavera de Praga em 1968, uma invasão de tropas soviéticas pôs fim aos esforços dos líderes do país para liberalizar o regime e criar um "socialismo de rosto humano". Em 1989, a Checoslováquia recuperou a liberdade por via pacífica através da "Revolução de Veludo".

## Primeiras colonizações
Os Países Checos, aos que pertencem a Boêmia, Morávia e Silésia, são habitados desde os tempos ancestrais. As provas mais antigas datam da Idade da Pedra, aproximadamente de 28 000 anos a.C.
Os celtas chegaram a esta terra no século III antes da nossa era. Tratava-se concretamente da tribo dos boios (do latim Boii), de onde supõe-se que provêm o nome da Boêmia (do latim Boiohemum). No princípio do século I a.C. chegaram as primeiras tribos germânicas, os marcomanos, e recentes achados arqueológicos mostram que as legiões romanas adentraram-se até as proximidades da atual cidade de Olomouc, no centro de Morávia.
Os eslavos (checos na Boêmia e Morávios na Morávia) chegaram no século VI e ali permaneceram pacificamente, organizados em vilas circulares (okroulice) e desenvolveram uma economia baseada na agricultura.
No início do século VII, o povo germano dos bávaros invadiram a zona e submeteram às pacíficas tribos eslavas, formando um império entre os rios Elba e Dniéper.
No século VII produziu-se a primeira tentativa de criar um estado mediante a unificação das distintas tribos eslavas, como meio de proteger-se contra dos ataques dos ávaros, dando nascimento ao reinado de Samo, no ano 625.  Este estado durou até o ano 658, quando os ávaros foram, finalmente, expulsos da região.

## Grande Morávia
Grande Morávia (em checo Velká Morava, em latim Magna Moravia) era um antigo império eslavo na Europa central entre 833 e princípios do século X. Seu território básico encontrava-se em ambos lados do rio Morava, nas atuais Eslováquia, Chéquiaa e Áustria.

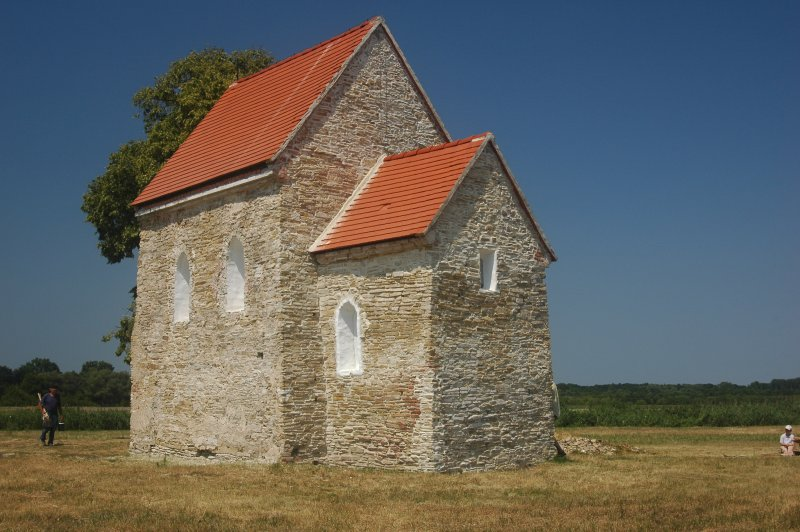
Única construção ainda em pé da Grande Morávia

O império foi fundado quando o príncipe Moimir I unificou pela força o vizinho Principado de Nitra com seu próprio Principado da Morávia em 833. Durante o reinado do príncipe Rastislau da Morávia em 863, o desenvolvimento cultural sem precedentes resultou da missão dos santos Cirilo e Metódio (enviados pelo imperador bizantino que desenvolveram o alfabeto cirílico e aplicaram a liturgia de ritos da Igreja Ortodoxa). Com a morte de Cirilo e Metódio, em 885, o império caiu sob a influência da Igreja Católica de Roma. O império da Grande Morávia chegou à sua extensão territorial máxima sob o reinado de Zuentibaldo I (r. 871-894). Debilitada pelas lutas internas e as frequentes guerras com o Império Franco, foi invadida pelos magiares no início do século X e seus habitantes foram mais tarde divididos entre o Reino da Hungria, Boêmia, Polônia, e Sacro Império Romano-Germânico.

## Reino de Boêmia
Os boios eram a principal tribo que habitava aquela zona por volta do século V, e a eles se deve o nome da Boêmia. Os boios foram expulsos pela tribo germânica dos marcomanos até o século I. Entre os séculos V e VIII, a Boêmia foi ocupada pelos eslavos e, mais tarde, pelos ávaros. Mas tarde cairam sob o domínio de Carlos Magno. Com a decadência do Império Carolíngio, começou na região um período de independência, com os povos desta região sendo chamados de checos. No século X, o Reino da Boêmia consolida-se sob a dinastia premislidas com capital em Praga.

## Dinastia premislida

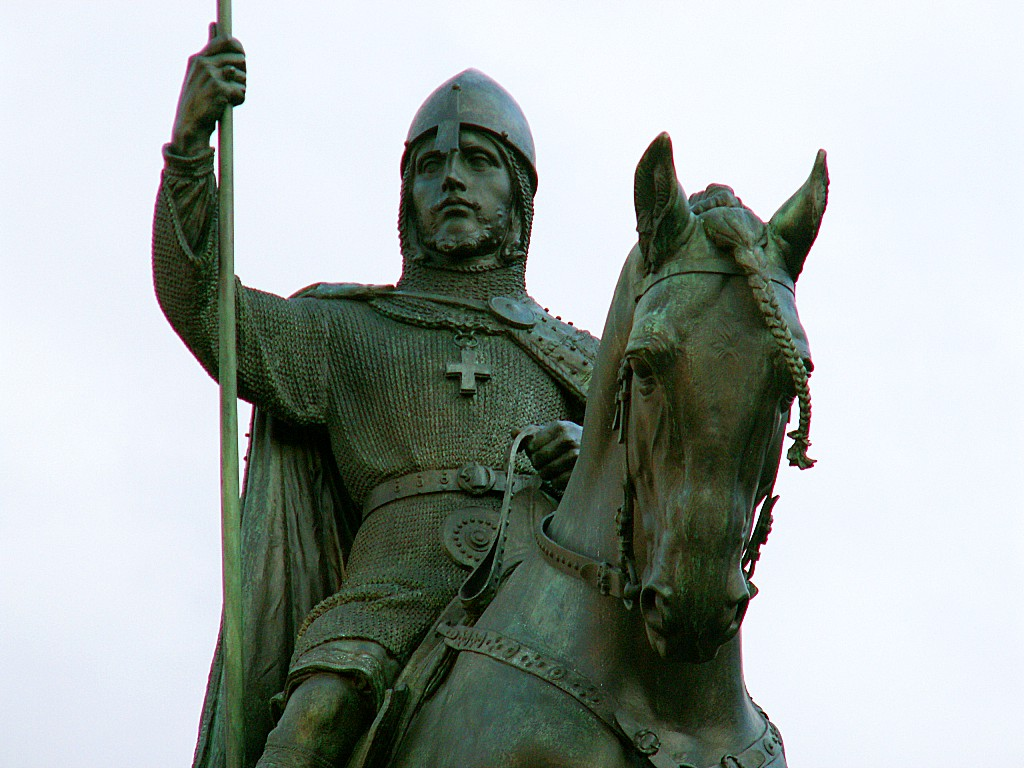
Venceslau I que depois de morto foi canonizado e é considerado o patrono da Chéquia.

A primeira dinastia boêmia, a família Premislida (em checo Dynastie Přemyslovců), subiu ao poder no século X onde permaneceu até 1306.
Borivoi I foi o primeiro duque da Boêmia a assumir o poder em 851, conseguiu a independência da Boêmia antes sob o reinado da Grande Morávia. Venceslau I foi canonizado depois de ter sido morto por seu próprio irmão em 28 de setembro de 935 e é o patrono da Chéquia, após seu assassinato, seu irmão Boleslau I assumiu o poder e o expandiu na Morávia e Silésia. Em 973 foi criada a arquidiocese de Praga sob o governo de Boleslau II.
Boleslau IV, rei polonês onde era chamado de Boneslau I, conquistou a Boêmia em 1003 e se auto proclamou Duque da Boêmia porém seu governo na Boêmia durou apenas um ano quando Jaromir, segundo filho de Boleslau II, reconquistou Praga e o Reino da Boêmia.
Vratislau II é considerado o primeiro rei da Boêmia. Ele ganhou o título real do Sacro Império Romano-Germânico em 1085, mas sem ser reconhecido como título hereditário, seu filho não foi considerado como rei, apenas como duque. O rei seguinte, Ladislau II, só subiu ao trono em 1140 após a sucessão de vários duques. Em 1198, tanto o Sacro Império quanto o papa Inocêncio III reconheceram o título de rei da Boêmia como hereditário. Portanto, Otacar I foi o primeiro rei totalmente "reconhecido" da história da Boêmia.
O sucessor de Otacar I foi o rei Venceslau I que conseguiu reprimir uma invasão mongol de Batu Khan. O filho de Venceslau I, o rei Otacar II é considerado como um dos maiores reis junto com Carlos VI por ter fundado várias cidades e através do tempos se tornou uma figura famosa em diversas lendas. Com a morte de Otacar II, seu filho Venceslau II assumiu o trono e com a descoberta uma mina de prata criou a moeda de praga (em checo pražský groš) que se tornou uma das mais importantes da região na época. 
Venceslau III foi o último governante da dinastia premislida.

## Dinastia Luxemburgo
Com o fim da dinastia premislida, houve na Boêmia um período chamado não dinástico. Em 1306, com o assassinato de Venceslau III, Henrique I da Caríntia subiu ao trono. Henrique era casado com a filha de Venceslau III, Anna. No mesmo ano, Rodolfo I reivindicou o trono por ter se casado com Isabel Richeza, viúva de Venceslau II e acabou ocupando o trono da Boêmia. Morreu dois anos depois, o que fez com que Henrique I voltasse ao trono até 1310.
Em 1310, João de Luxemburgo assumiu o trono da Boêmia por direito ao se casar com Elizabeth, filha do Rei Venceslau III. Aliado da frança, João morreu na Batalha de Crécy durante a Guerra dos Cem Anos. Com João de Luxemburgo iniciava-se a uma nova dinastia.

## Carlos IV
Filho de João da Boêmia, Carlos IV assumiu o trono da Boêmia em 1346. No mesmo ano, foi coroado também como Rei dos Romanos e em 1355 como Imperador Romano-Germânico.

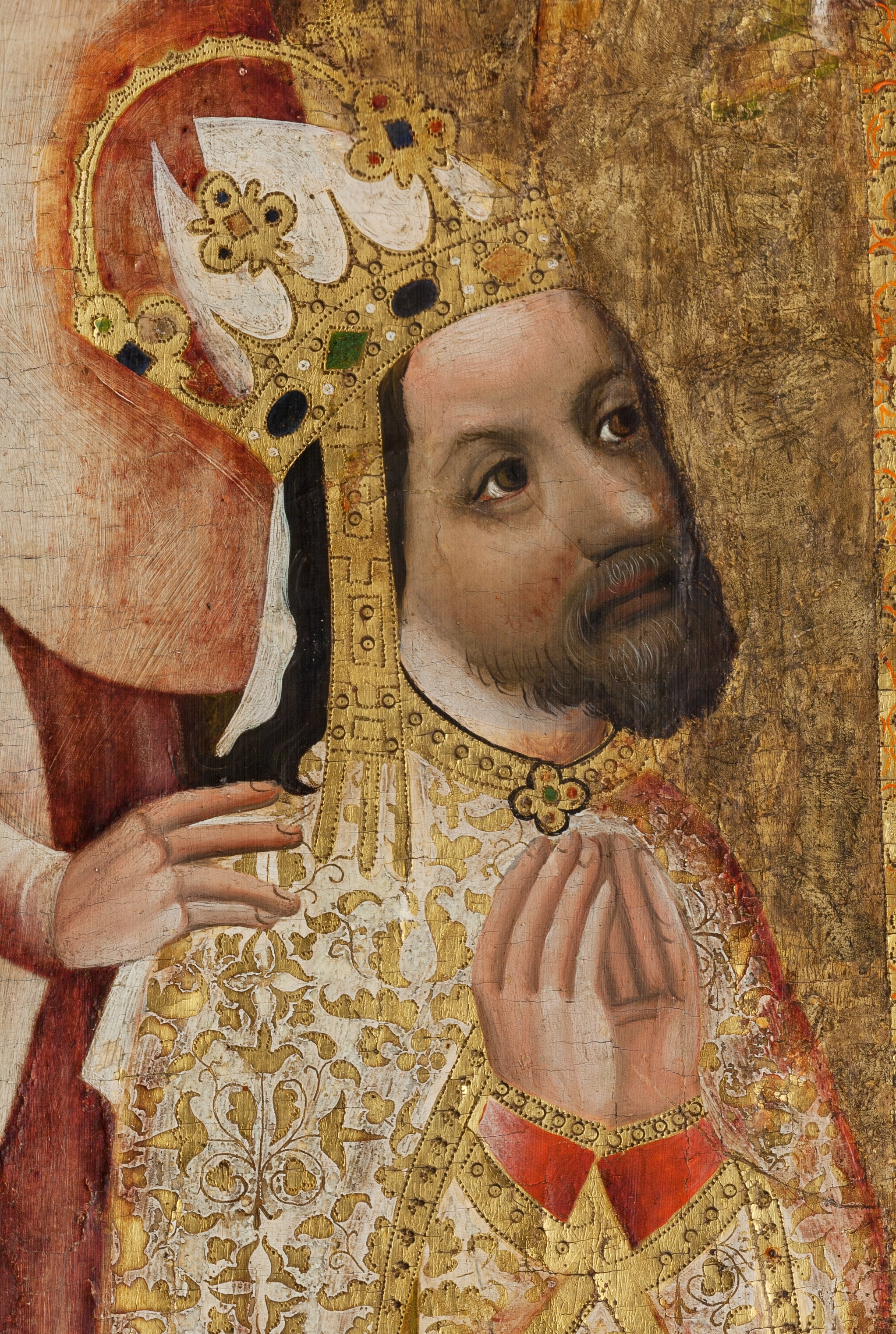
O imperador Carlos IV

Carlos IV inicialmente trabalhou para assegurar seu poder. A Boêmia tinha permanecido quase intocada pela peste negra. A cidade de Praga tornou-se a capital de Carlos VI e foi reconstruída inspirada em Paris. Carlos fundou a Cidade Nova de Praga (em checo, Nové Město) e em 1348 a primeira universidade da Europa Central que levava o nome da cidade. Logo, Praga se tornou em centro intelectual e cultural da região. Além disto, Carlos IV mandou construir uma ponte de pedra sobre o rio Moldava que foi chamada de Ponte Carlos e é, até hoje em dia, símbolo da cidade. A Ponte Carlos unia a Cidade Nova à Cidade Velha e ao Castelo de Praga. A cidade cresceu tanto que na época chegou a ter quarenta mil habitantes, tornando-se uma das cidades mais populosas da Europa.
Fora de Praga, Carlos tentou expandir a Boêmia, usando sua imperial autoridade para adquirir terras na Silésia, Palatinado, e Francônia. Posteriormente estas regiões fariam parte da "Nova Boêmia".
Em 1356, Carlos VI promulgou a famosa Bula Dourada que regulava a eleição dos reis do Sacro Império Romano-Germânico.
Casou-se quatro vezes, mantendo várias alianças políticas. Sua primeira mulher foi Branca de Valois, meia-irmã de Filipe VI da França. Depois da morte de Branca, Carlos VI se casou com Anne do Palatinado em 1349 e quando esta morreu, casou-se com Anne de Schweidnitz em 1353. Do seu terceiro casamento nasceram Isabel, futura esposa de Albrecht III de Habsburgo, e Venceslau IV, seu primeiro descendente do sexo masculino e que seria seu futuro sucessor. Viúvo novamente, ele se casou com Isabel da Pomerânia, filha de Boguslau V (Duque da Pomerânia) em 1363 .

## Início dos conflitos religiosos
No início do século XV, durante o reinado de Venceslau IV (1363–1419), filho de Carlos IV, começaram a ouvir-se vozes que se opunham às injustiças da  Igreja Católica e que pediam sua reforma. Era o início das Guerras Hussitas (1420 - 1434).

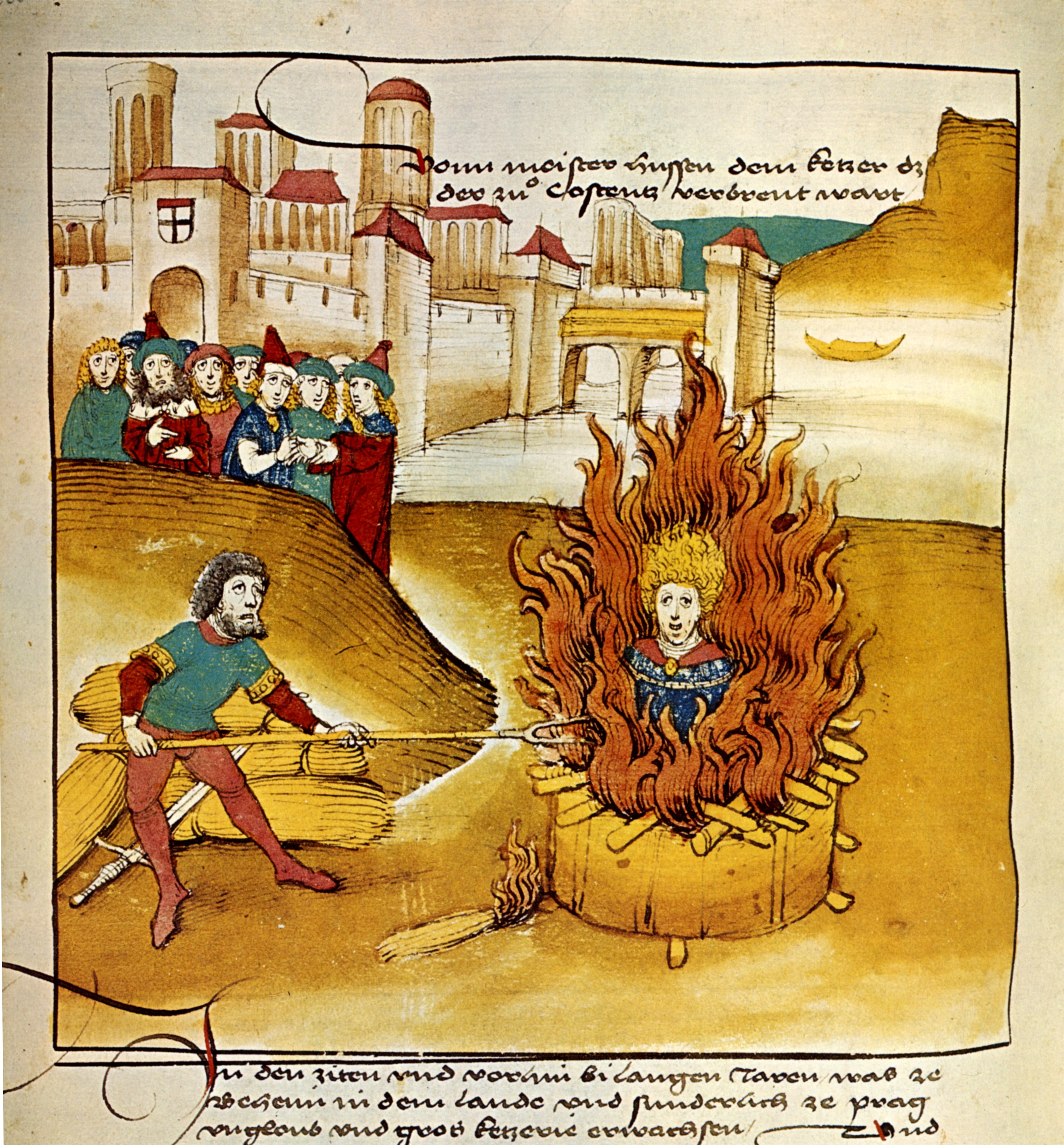
Jan Hus sendo executado na fogueira

A personalidade mais relevante deste movimento é o reitor da Universidade de Praga, o professor Jan Hus. Seus sermões, que prefiguram o protestantismo, provocam repulsa na Igreja, mas têm grande eco em todo país. Em 1414, Hus foi julgado pelo Concílio de Constança sob a acusação de heresia. Apesar das pressões, Hus não se retratou de suas opiniões. Em 6 de julho de 1415, foi queimado como herege pela decisão do concílio na cidade de Kostnice.
Quando a notícia da morte de Hus se espalhou pela Boêmia, a rivalidade entre os hussitas e os católicos se converteram paulatinamente em inimizade aberta. Em 30 de julho de 1419, grupos hussitas jogaram conselheiros da prefeitura pela janela na chamada defenestração de Praga. Neste mesmo ano, o rei Venceslau IV morreu e posteriormente foi substituído por seu irmão Sigismundo.
Os hussitas se dividiram formando duas fações. Pouco tempo antes de sua morte, Hus tinha aceito uma doutrina adotada, durante sua ausência, por seus seguidores em Praga, denominada ultraquismo. Ao mesmo tempo, os reformadores mais radicais negando-se a reconhecer qualquer autoridade e desejando viver exclusivamente segundo as leis da Bíblia começaram a ser conhecidos como taboristas por ser a cidade de Tábor o lugar sede de seu movimento.
Contrariamente a seu irmão, Venceslau IV que tolerou o movimento husita, Sigismundo (1419-1437)decidiu eliminá-lo. Um numeroso grupo de hussitas deixou Praga. Reunindo-se em diversos lugares da Boêmia, em particular em Usti, preparando-se para a guerra. A Igreja reagiu aos acontecimentos dos países checos a partir do ano 1420 até 1431 e promoveu cinco cruzadas. Todas foram derrotadas pela milícia hussita, comandada por Jan Zizka. Mas o bando hussita se viu em disputas internas entre os radicais e os que buscavam um acordo com o imperador e a igreja, disputas que levaram à Batalla de Lipany em 1434. Em 1436, alcançou-se finalmente um acordo com o imperador Sigismundo e com o Reino da Boêmia.
Alberto II se tornou duque da Áustria em 1404 quando seu pai morreu. Casado com a filha de Sigismundo, quando este morreu em 1438, Alberto assumiu o trono da Boêmia. Era o fim da dinastia de Luxemburgo e início da Habsburgo. Ladislau V da Hungria nasceu em 1440, pouco meses depois da morte do pai mas assumiu o trono da Boêmia somente em 1453. Morreu sem deixar filhos, provavelmente de leucemia, encerrando a primeira breve dinastia de Habsburgo.

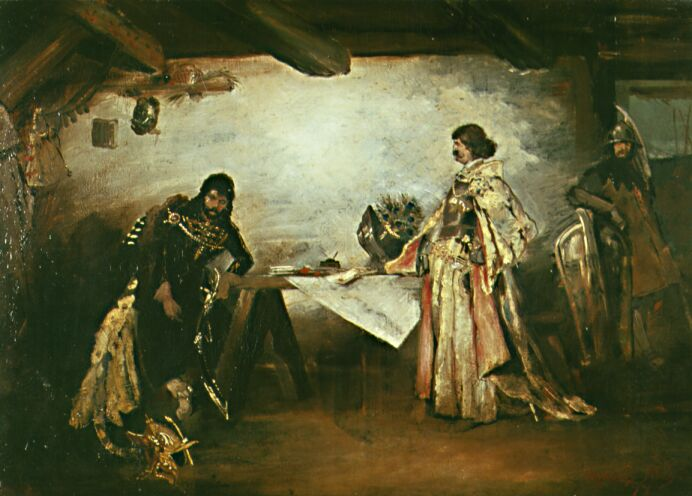
Jorge de Poděbrady e Matias Corvino

No ano 1458, Jorge de Poděbrady (en checo: Jiří z Poděbrad) foi proclamado como rei na assembleia de Praga, graças ao testamento de Ladislau V que lhe cedia em herança. Aos poucos anos de governo de Poděbrady, ele foi acusado de ser partidário dos considerados hereges hussitas, de proteger-lhes em seu reino e de não perseguir-los como pedia a Igreja. Como consequência disto Matias Corvino, comandado pelo Papa Pio II, decidiu atacar a Boêmia como uma cruzada contra hereges em 1467. Neese ano o rei da Boêmia foi excomungado, mas derrotou em uma ocasião ao rei húngaro, inclusive chegou a capturá-lo, colocando-o logo em liberdade sob a promessa de não contra-atacar. Mas Matias Corvino aliou-se então com os nobres checos e  proclamou-se o rei daquela região na cidade de Olomouc reiniciando a luta que durante a qual Poděbrady acabou falecendo. Matias só se tornou rei em 1469 já que o rei anterior tinha deixado o reino para Vladislau II. Houve lutas com este rey, mas em 1478 sem haver vencedores e vencidos se chegou a um pacto em que Ladislau ficava com a Boêmia e Matias com a Silésia, Morávia e Lusácia.
Com a do "rei husita" sobe ao trono checo a dinastia jaguelônica. O primeiro rei desta dinastia foi Vladislau II sucedido por Luís II que governou até o ano de 1526, quando acabou falecendo na Batalha de Mohács. Depois disto foi sucedido por seu cunhado, o católico Fernando I.

## Casa da Áustria
A dinastia de Habsburgo se dividiu em dois ramos em 1521, um austríaco e outro espanhol. O arquiduque austríaco Fernando I, casado com a filha de Vladislau II, reivindicou o trono da Boêmia em 1526. Como rei da Boêmia, Fernando I, amigo dos jesuítas, tentou combater a heresia protestante e esforçou-se por atenuar o conflito religioso, negociando a Paz de Augsburgo em 1555.
Rodolfo II (1576-1611) mudou a capital dos Habsburgos em 1583 de Viena para Praga. Praga voltou então a se converter em um dos centros culturais mais importantes da Europa, Rodolfo II era um grande colecionador e mecenas da pintura e escultura. Apesar de tudo, com sua morte surgiram novos conflitos entre católicos e defensores das reformas, que culminaram com o levantamento contra o irmão e sucessor de Rodolfo, Matias (1611-1617), acusado de não cumprir as promessas de tolerância religiosa e reposição de privilégios. 

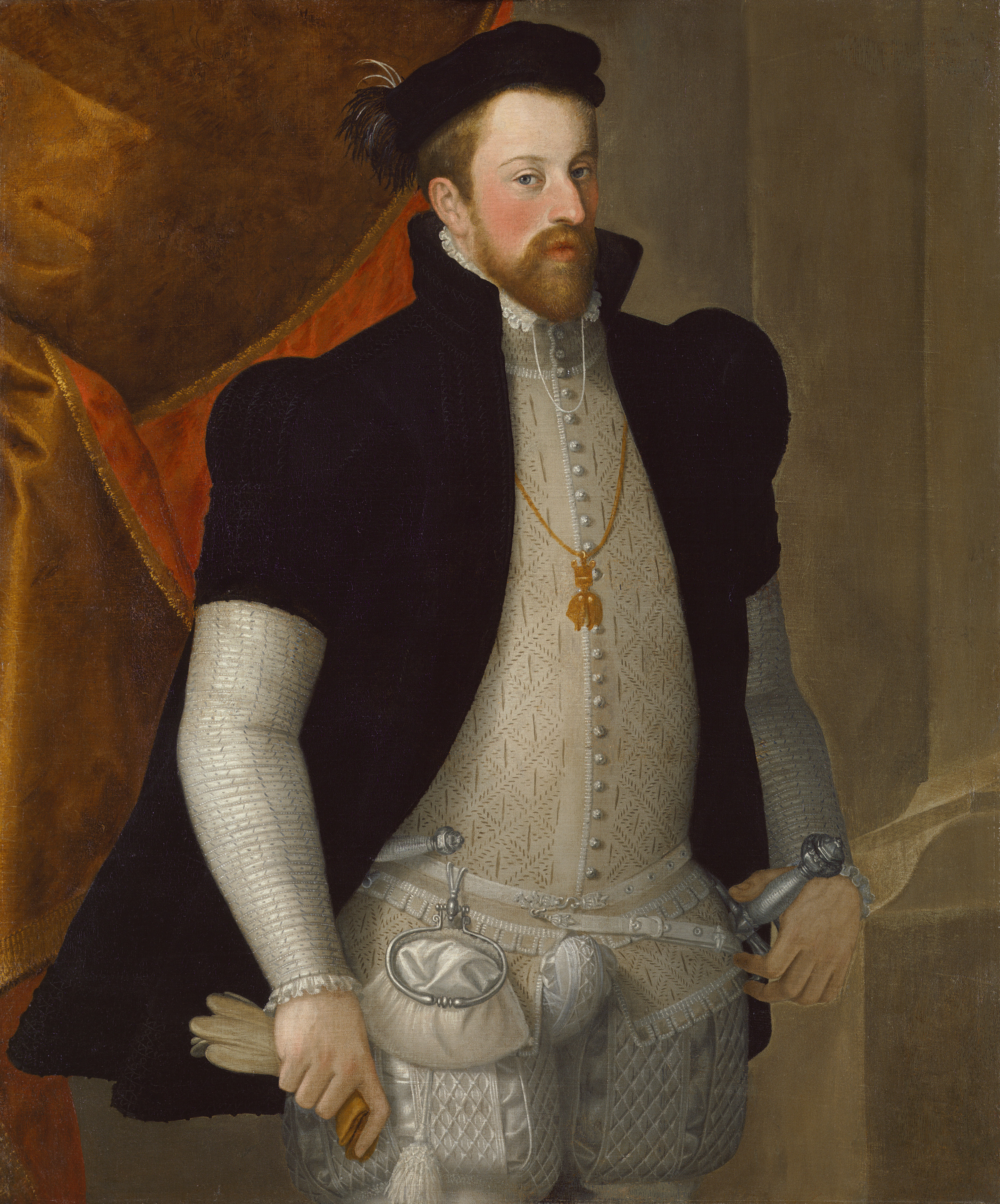
Fernando II

Fernando II (1617-1619) assumiu o trono da Boêmia em 1617 e colocou a nobreza, de maioria protestante, em uma situação praticamente de rebelião. Em 23 de maio de [618 ocorreu a segunda defenestração de Praga quando dois conselheiros católicos e seus representantes foram jogados pela janela do Castelo de Hradcany.
O conflito estendeu-se à totalidade dos Países Checos, (Boêmia, Silésia, Lusácia e Morávia). A fraqueza de Fernando II levou-o a pedir ajuda Filipe III da Espanha. Em 1619, Fernando II é deposto pelos estados protestantes da Boêmia e ofereceram a coroa Frederico V, membro influente da União Protestante, uma organização fundada por seu pai para a proteção do Protestantismo no império. A primeira grande batalha deste período foi a da Montanha Branca (em checo: Bílá hora) em 1620 próxima a cidade de Praga. Esse conflito fez parte da Guerra dos Trinta Anos e na Boêmia estendeu-se até 1624 o que acabou dizimando absolutamente o país que passou de três milhões de habitantes a oitocentos mil. Isso tudo fez com que Praga deixasse de ser a capital do Império e a administração passa para Viena. Na intitulada constituição de 1627, a língua alemã foi estabelecida como a segunda língua oficial, porém o alemão começou a dominar a região e a língua checa ficou mais restrita aos campos. [carece de fontes?]
Herdando a situação criada pela Guerra dos Trinta Anos, Fernando III buscou incansavelmente estabelecer negociações de paz, que foram iniciadas em 1644, mas só foram concluídas em 1648 com o Tratado de Vestfália. A firme recusa de Fernando III em permitir a Liberdade de culto em seus territórios e a retomada da expulsão dos rebeldes (Contrarreforma), contribuíram enormemente para o atraso da conquista dos acordos de paz.
Além disto, a guerra dizimou absolutamente o país (que passou a ter três milhões de habitantes a oitocentos mil). Os máximos pensadores checos tiveram que partir ao exílio e os que ficaram foram obrigados a converter-se ao catolicismo. O mais importante destes exilados foi sem dúvida Jan Amos Comenius (em checo Jan Amos Komenský). Em contrapartida, destaca a beleza dos monumentos barrocos desta época de recatolicização (especialmente a primeira metade do século XVIII), tanto na arquitetura popular como religiosa.
Esta situação estendeu-se por mais de um século, tempo durante a qual a cultura checa esteve influenciada pela alemã. As reformas do imperador José II (1780–1790) deram um pequeno alívio: proibiu a Ordem de Jesus e a tortura, separa o poder judiciário do executivo e, em 1781, aprovou a tolerância religiosa. Entretanto, ao mesmo tempo produziu-se a centralização da administração em Viena e a germanização dos órgãos da administração.
Os países checos estavam mais ou menos eliminados da administração, literatura, escolas desde a Batalha da Montanha Branca. Os livros escritos em checo eram queimados e toda nova publicação em checo era considerada heresia pelos jesuítas. A língua checa era reduzida nos meios de comunicação por isso começou no final do século XVIII um movimento checo para a revitalização nacional. [carece de fontes?]

## O Renascimento Cultural

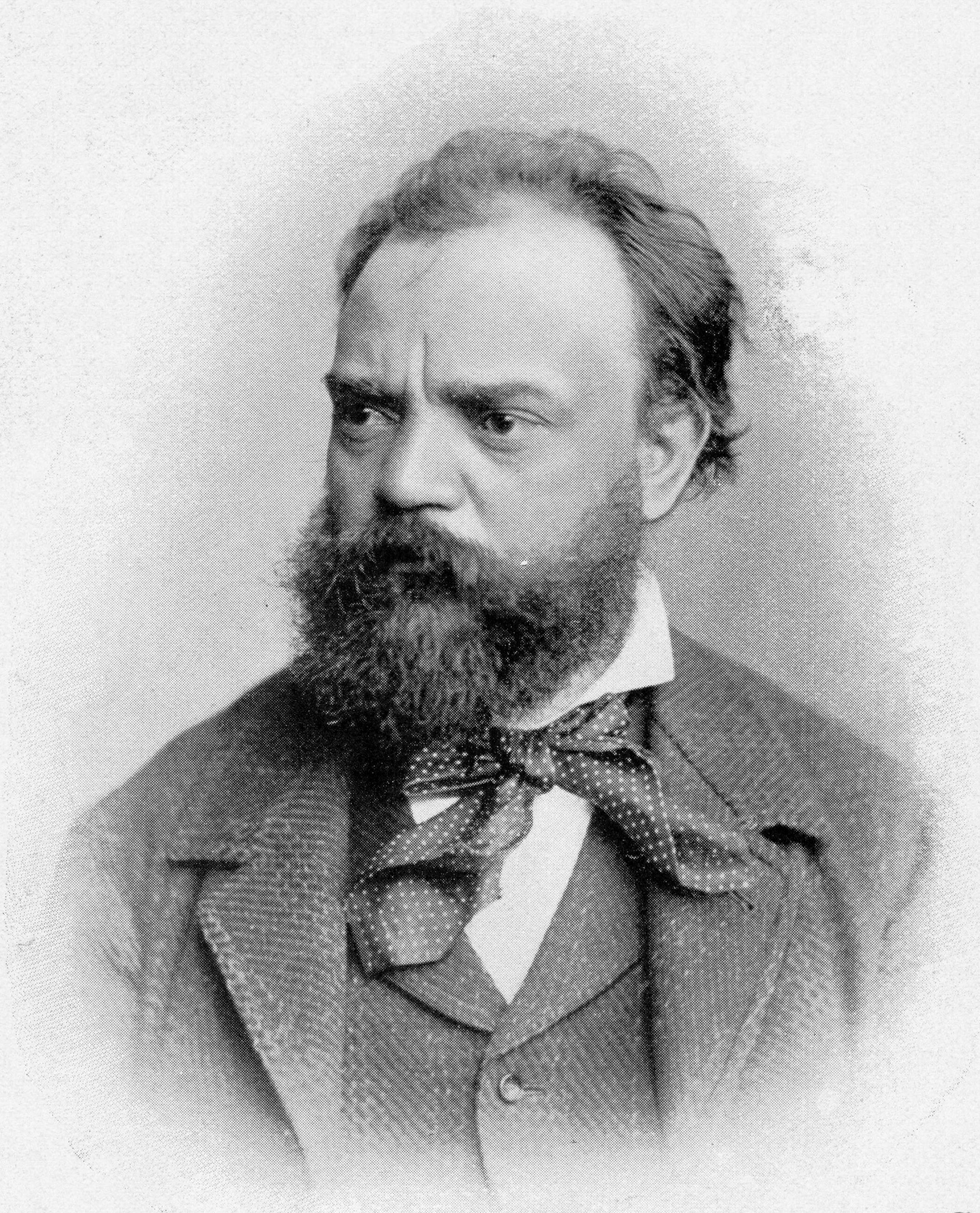
Antonín Dvořák, figura destacada do renascimento cultural checo

No século XIX, a Boêmia e Morávia tinham se desenvolvido notavelmente graças à indústria, o que provocou a mudança dos habitantes dos campos checos para os grandes centros urbanos, na maioria povoados de alemães.  Esta situação foi aproveitada pelos intelectuais e jornalistas da época para fomentar uma maior consciência nacionalista no povo checo.
Em 1848, os checos somaram-se à série de revoluções que aconteceram na Europa, e Praga foi a primeira cidade do Império Austríaco a lançar-se contra o poder central. Entretanto, depois da formação em 1867 do Império Austro-Húngaro, as aspirações checas em ter representação no parlamento foram frustradas, o que aumentou o sentimento nacionalista e de descontentamento.
Algumas amostras deste ressurgimento cultural são os primeiros jornais checos surgidos ainda no século VII, o começo das representações teatrais em checo da mesma época, a divisão da Universidade Carolina em duas secções (alemã e checa) em 1882, a construção do Teatro Nacional de Praga em 1883 e a inauguração de um museu nacional em 1990.

## Século XX

### Checoslováquia

A formação da Checoslováquia em 1918

Depois da Primeira Guerra Mundial, a Boêmia passou a fazer parte de um novo país a Checoslováquia (ou Tchecoslováquia) fundada em outubro de 1918 como um dos estados de sucessores do Império Austro-húngaro. Consistia na combinação da Boêmia, Morávia, Silésia, Eslováquia e a Rutênia em um estado. Com o primeiro presidente, Tomáš Masaryk, a  Checoslováquia tornou-se em uma república democrática rica mas caracterizado por problemas étnicos devido ao problema de que as duas maiores etnias (alemães e eslovacos, respetivamente) não estavam satisfeitas com a dominação política e econômica dos checos (boêmios e morávios), e que a maioria de alemães e húngaros da Checoslováquia nunca estiveram de acordo com a criação do novo estado.
Seguindo o Acordo de Munique de 1938, a Alemanha Nazista comandada por Adolf Hitler invadiu os Sudetos (Sudetenland em alemão), região predominante habitada por alemães que fazia parte da Checoslováquia. As tropas checoslovacas grandemente debilitada foram forçadas a conceder concessões importantes aos não-checos, criando as repúblicas autônomas da Eslováquia e Rutênia.
Finalmente a Checoslováquia deixou de existir em 15 de março de 1939, quando Hitler ocupou o resto das terras checas e o restante da Eslováquia declarou independência. Durante a Segunda Guerra Mundial, as terras checas foram chamadas de Protetorado de Boêmia e Morávia e governadas diretamente pelo estado alemão e como consequência da ocupação alemã, mais de 30 000 judeus que ali viviam foram mandados a campos de concentração e mortos (ver: ocupação alemã da Checoslováquia). A república eslovaca novamente independente foi um aliado da Alemanha Nazista. Durante a Segunda Guerra Mundial, um governo em exílio checoslovaco foi estabelecido em Londres por Edvard Beneš, que foi reconhecido como presidente da Checoslováquia pelos britânicos e seus aliados. Ele voltou ao poder como presidente quando a Checoslováquia foi libertada em 1945.

### O comunismo
Com o final da Segunda Guerra Mundial, Edvard Beneš aprovou um decreto que estabelecia a deportação massiva dos traidores da Segunda Guerra Mundial, com o qual milhares de alemães e húngaros tiveram que abandonar suas terras na Checoslováquia. A Rutênia foi ocupada (e formalmente cedida em junho de 1945) pela União Soviética. Em 1946, o Partido Comunista venceu as eleições parlamentares na Checoslováquia. Em fevereiro de 1948, com o golpe de Praga, os comunistas tomam o poder.
Sob o comando do político Alexander Dubcek iniciou-se na Checoslováquia em 5 de janeiro de 1968 a Primavera de Praga (Pražské jaro em checo), um período de tentativa de liberalização política. Esse movimento terminou em 20 de agosto do mesmo ano quando o país foi invadido pela União Soviética e seus aliados do Pacto de Varsóvia (com exceção da Romênia) em uma ação que pretendia evitar o ingresso de um potencial sistema capitalista dentro da Checoslováquia.
Entre 1969 e 1990, a Checoslováquia foi convertida em uma federação formada pela República Socialista Checa e República Socialista Eslovaca. O político Gustáv Husák apoiou a União Soviética e tornou-se líder do Partido Comunista da Checoslováquia em 1969, expulsando a todos liberais que apoiavam Dubček. Em 1975, Husák foi eleito presidente e a Checoslováquia tornou-se um dos maiores aliados de Moscovo. Seu governo foi um período de estabilidade económica mas com uma dura repressão feita sob o comando da polícia secreta (na Checoslováquia chamada de StB ou Státní bezpečnost). O período compreendido entre 1969 e 1987 é conhecido como "Normalização" e é caracterizado pela restauração das condições que prevaleciam antes da reforma de Dubček.

### República Checa
Em 1977, 243 checos entre eles Václav Havel assinaram um documento chamado de a Carta 77 (em checo Charta 77) motivados após a prisão de membros da banda de rock checa Plastic People of the Universe. A Carta 77 criticava o governo por falhar na implementação dos direitos humanos e descumprir o Acordo de Helsinque assinado pela Checoslováquia em 1975. O governo reagiu com repressão e condenou alguns do assinantes a prisão.
Na década de 1980, com a aparição de Mikhail Gorbachev, a União Soviética inicia um período de abertura. Entre novembro e dezembro de 1989, uma revolução pacífica chamada de Revolução de Veludo fez com que o Partido Comunista perdesse o monopólio do poder e com isso a Checoslováquia voltou a ser uma democracia.
Em junho de 1990, foram realizadas as primeiras eleições democráticas do país após um período de comunismo e Václav Havel foi eleito presidente da república. Em 1991 e 1992 surgiu um movimento nacionalista que se traduziu na independência da República Checa e da Eslováquia no ano de 1993. Vaclav Havel converteu-se no primeiro presidente da República Checa e Vaclav Klaus no primeiro-ministro. Em 2004 a República Checa ingressou de forma conjunta com a Eslováquia na União Europeia e na Organização do Tratado do Atlântico Norte (OTAN).
O atual estado tcheco criou, em 2007, o Instituto para o Estudo dos Regimes Totalitários para esclarecer os fatos sobre os regimes nazista e comunista que governaram o país. Seu senado federal firmou, em 2008, a Declaração de Praga sobre Consciência Europeia e Comunismo, documento que condena e coloca no mesmo nível os crimes contra a humanidade cometidos pelos regimes nazista e comunista. Neste mesmo ano o Parlamento Europeu designou 23 de agosto (data da assinatura do Pacto Molotov-Ribbentrop em 1939) como o Dia Europeu da Memória das Vítimas do Estalinismo e do Nazismo, internacionalmente conhecido como o "Dia da Fita Preta".